# کلروسولفونیل ایزوسیانات
کلروسولفونیل ایزوسیانات (به انگلیسی: Chlorosulfonyl isocyanate) با فرمول شیمیایی CNClO3S یک ترکیب شیمیایی با شناسه پاب‌کم 70918 است. که جرم مولی آن 141.53 g/mol می‌باشد. شکل ظاهری این ترکیب، مایع بی‌رنگ است.